# Cussonia paniculata
Espèce
Classification phylogénétique
Cussonia paniculata est une espèce de plantes à fleurs de la famille des Araliacées. C'est un arbre originaire d'Afrique du Sud.
C'est un petit arbre (5 m de haut) à feuillage persistant.
Ses feuilles sont utilisées en médecine traditionnelle pour traiter les dysménorrhées.